# Gerard Hrabišic
Gerard Hrabišic († 1158) byl český šlechtic z rodu Hrabišiců.

## Život
Zmiňuje ho pouze kronikář Vincentius, podle kterého v roce 1158 při obléhání Milána českým knížetem Vladislavem II. padl Gerard, vnuk velkého Hrabiše. Gerard proto byl zřejmě vnukem Hrabiše I. Hrabišice a hypotetickým bratrem Všebora III. de Vinarec, Hrabiše II. Hrabišice a Kojaty III. Hrabišice. Mohl být také otcem Hrabiše III., Slavka I. a Boreše I. Hrabišice. 